# Herbert Bloch
Pour les articles homonymes, voir Bloch.
Herbert Bloch (né le 18 août 1911 à Berlin - mort le 6 septembre 2006 à Cambridge, dans le Massachusetts) était professeur de philologie classique à l'université Harvard, spécialiste d'historiographie grecque, d'épigraphie romaine, du monachisme médiéval et de la tradition de la culture et de la littérature classiques.

## Biographie

### Sa formation
Né en Allemagne dans une famille juive originaire de Bohême, il commença des études d'histoire ancienne, d'archéologie et de philologie classique à l'Université Humboldt de Berlin, ayant des maîtres comme le philologue et historien de la philosophie grecque Werner Jaeger (son futur collègue à Harvard), l'archéologue classique Gerhart Rodenwaldt et le médiéviste et diplomatiste Erich Caspar. Il étudia pendant sept semestres à Berlin avant de prendre une décision drastique contre la volonté de sa famille : ayant lu Mein Kampf d'Hitler, il décida d'abandonner l'Allemagne et de poursuivre sa préparation universitaire à Rome. Son frère cadet resta au contraire en Allemagne, choix qui devait s'avérer fatal et le conduirait en 1943 à être déporté à Auschwitz où il disparut, victime de l'Holocauste. Bloch étudia à l'Université de Rome « La Sapienza » où, élève d'Arnaldo Momigliano, il fut diplômé en histoire romaine en 1935, obtenant ensuite le Diplôme de perfectionnement en 1937. Dans les années 1933-1936 il fut assistant du professeur Gaetano De Sanctis.
En 1938, avec Italo Gismondi, Giovanni Becatti et d'autres, il participa au groupe chargé de fouiller le site d'Ostie, dans le cadre de la grande impulsion donnée en Italie et à l'étranger à l'étude des ruines romaines, impulsion liée à la rhétorique impérialiste de la politique de Mussolini. Il devait bénéficier des résultats de telles expériences pour ses premières études sur l'industrie de la construction à l'époque romaine, dont il avait une connaissance profonde.
Cette situation devait changer radicalement peu après, avec l'entrée en vigueur des lois raciales fascistes en Italie : Bloch émigra aux États-Unis en 1939 et c'est là qu'il trouva sa résidence définitive et connut une carrière ininterrompue qui le vit enseigner à Harvard pendant plus de quarante ans.

### Sa carrière
Bloch fut membre de l’Institute for Advanced Study, à Princeton (New Jersey) (1953/54), professeur à la School of Classical Studies à l’American Academy in Rome (1957-59), Senior Fellow de la Harvard Society of Fellows de 1964 à 1979, Trustee de la Loeb Classical Library (1964-73). Il présida l’American Philological Association (1968/69) et fut président des Fellows of the Medieval Academy of America de 1990 à 1993. Il était membre de l'American Academy of Arts and Sciences, de l’American Philosophical Society et membre honoraire depuis 1990 de la Pontificia Accademia Romana di Archeologia ainsi que du Deutsches Archäologisches Institut, de la direction centrale des Monumenta Germaniae Historica. En 1999 il reçut le prix Cultori di Roma.

## La controverse sur les bombardements alliés
Dans les années 1970 et 1980, Bloch intervint dans une controverse portant sur l'utilité militaire du bombardement du Monte Cassino en 1944. Dans une monographie fondée sur des études approfondies, il soutint que cette opération militaire avait été non seulement inutile, mais encore néfaste du point de vue stratégique : il faisait valoir que les ruines résultant du bombardement, et que les Allemands avaient tout de suite occupées, leur avait offert un abri précieux qui leur avait permis de tenir longtemps cette position d'où ils pouvaient mitrailler les troupes alliées, et infliger de très lourdes pertes à ceux qui essayaient de franchir la Ligne Gustave. Une telle prise de position lui aliéna évidemment beaucoup de sympathies, en particulier en Nouvelle-Zélande, pays d'où venait Bernard Freyberg, le commandant auquel on attribuait un rôle clé dans la décision de bombarder.

## Publications
- I bolli laterizi e la storia edilizia romana. Contributi all'archeologia e alla storia romana (1936-38), paru en volume en 1948, 2e édition 1968
- Supplement to Vol. XV,1 des Corpus Inscriptionum Latinarum, Including Complete Indices to the Roman Brick-stamps (1948; 2. Aufl. 1967); ed. Felix Jacoby, Abhandlungen zur griechischen Geschichtsschreibung (1956)
- "Der Autor der Graphia aureae urbis Romae", Deutsches Archiv für Erforschung des Mittelalters (de), 40 (1984), S. 55-175 (nouvelle édition légèrement augmentée en préparation dans les Monumenta Germaniae Historica)
- Monte Cassino in the Middle Ages, 3 Bde. (1986) (a reçu le prix Praemium Urbis à Rome en 1987 et la Haskins Medal of the Medieval Academy en 1988)
- The Atina Dossier of Peter the Deacon of Monte Cassino. A Hagiographical Romance of the Twelfth Century. Dans : Studi e Testi 346 (1998).